# John Wright (bokser)
John Alan Wright (ur. 19 maja 1929 w Camden, zm. 12 lipca 2001 w Blandford Forum) – brytyjski bokser, srebrny medalista letnich igrzysk olimpijskich w 1948 w Londynie w kategorii średniej. W finale przegrał z Węgrem László Pappem.